# Фёдоров, Михаил Васильевич (микробиолог)
Михаил Васильевич Фёдоров (12 октября 1898, Стан Вышневолоцкого уезда Тверской губернии — 20 марта 1961, Москва) — советский микробиолог, член-корреспондент ВАСХНИЛ (1956).

## Биография
Родился Михаил Фёдоров 12 октября 1898 года в Стане.
Окончил Тверской педагогический институт (1926) и аспирантуру Биологического института им. К. А. Тимирязева АН СССР (1926—1929).
С 1929 года работал в МСХА: ассистент кафедры (1929—1931), доцент (1931—1940), профессор (1940—1950), заведующий кафедрой физиологии растений и микробиологии (1950—1961).
Специалист в области с.-х. микробиологии. Доктор биологических наук (1940), профессор (1940), член-корреспондент ВАСХНИЛ (1956).
Умер 20 марта 1961 года. Похоронен на Головинском кладбище.

## Научные работы
Основные научные работы посвящены биосинтезу органических кислот у плесневых грибов, физиологии бактерий, усваивающих молекулярный азот, изучению химизма этого процесса и взаимоотношения азотфиксирующих микроорганизмов с высшими растениями. Михаил Васильевич — автор свыше 150 научных работ, 16 книг и брошюр а также 13 учебников. Ряд научных работ Михаила Васильевича опубликован за рубежом.

### Научные труды
- Биологическая фиксация азота атмосферы.— М.: Сельхозгиз, 1949.— 442 с.
- Биологическая фиксация азота атмосферы. — 2-е изд. — М.: Сельхозгиз, 1952. — 672 с
- Азотфиксирующие бактерии и их значение для сельского хозяйства.— М.: Знание, 1954.— 24 с.
- Почвенная микробиология.— М.: Советская наука, 1954.— 484 с.
- Руководство к практическим занятиям по микробиологии.— 3-е изд.— М.: Сельхозгиз, 1957.— 231 с.
- Микробиология.— 7-е изд.— М.: Сельхозгиз, 1969.— 448 с (посмертная публикация).

## Награды и премии
- Орден Ленина (1951);
- Сталинская премия 2 степени (1949);
- 5 медалей СССР и ВДНХ.